# Leorda
Leorda – wieś w Rumunii, w okręgu Botoszany, w gminie Leorda. W 2011 roku liczyła 1226 mieszkańców.